# Funki Porcini
Funki Porcini (настоящее имя — Джеймс Брэдделл, англ. James Braddell) — британский музыкант и диджей. В его музыке сочетаются даунтемпо, брейкбит и джаз с элементами хип-хопа.

## Биография
Джеймс Брэдлл покинул Англию, когда ему было 19, чтобы сбежать, как он сам выражается, от «депрессии и снобизма», совершенно тогда ещё не задумываясь о музыкальной карьере.
Он переехал в Лос-Анджелес, а позже в Сан-Франциско, где первым его крупным приобретением стал саксофон. Там же Джеймс Брэддл начал сочинять музыку. Через какое-то время он перебрался в Нью-Йорк, после США — в Берлин.
В 1984 он едет в Италию и живёт в Риме в течение 10 лет, создавая музыку для кино и телевидения. В 1992 году совместно с Keir Fraser создаёт группу «9 Lazy 9», в которой участвует под псевдонимом Giacomo Braddellini.
После долгих экспериментов со старыми синтезаторами и самодельными инструментами он возвращается в Англию и на одном из Лондонских сквотов основывает свою звукозаписывающую студию «The Uterus Goldmine». В 1994 году подписывает контракт с независимым лейблом звукозаписи Ninja Tune и начинает записываться как Funki Porcini, выпуская под этим псевдонимом 6 альбомов.
Кроме того, участвует в выпуске EP «Float On» (1995) как член недолго просуществовавшей группы «Purr» вместе с DJ N4Eric (aka Toona) и Stuart Warren-Hill из группы «Hexstatic».
При работе над своим четвёртым альбомом «Fast Asleep» сотрудничает с Team Alcohol (aka Rupert Small), создавая визуальные интерпретации восьми треков, которые были помещены на сопутствующий альбому DVD диск.
Funki Porcini — участник Ninja Crew, продюсерско-миксерско-диджейской команды лэйбла Ninja Tune, много разъезжающей по миру с живыми выступлениями. Под диджеингом Ninja Crew и, в частности, Funki Porcini, надо понимать производство музыки в реальном времени и в реальной (не студийной) обстановке.
Funki Porcini также востребован как создатель ремиксов.
В 2009 году Funki Porcini пробует реализовать свои альбомы без участия каких-либо лейблов, посредством продаж цифровых версий релизов через интернет. Однако позже они все равно издаются на Ninja Tune.
Последнее время работает над созданием клипов и анимации, а также музыки к фильмам Tony Grisoni («Syncing» and «The Pizza Miracle»).

## Дискография

### Альбомы
- Hed Phone Sex (май 1995)
- Love, Pussycats and Carwrecks (июнь 1996)
- Let’s See What Carmen Can Do (1997)
- The Ultimately Empty Million Pounds (29 марта 1999)
- Fast Asleep (29 июля 2002)
- Plod (01 декабря 2009)
- On (3 мая 2010)
- One day (2011)
- Le Banquet Cassio (12 июня 2013)
- Conservative Apocalypse (7 июля 2016)

### Синглы
- It’s A Long Road (февраль 1995)
- Dubble (1995)
- King Ashabanapal mixes / King Ashabanapal’s Big Pink Inflatable (1995)
- Hyde Park / Suck Acid, Perl & Dean (1995)
- Carwreck (1996)
- Let’s See What Carmen Can Do (7 апреля 1996)
- Love, Pussycats & Carwrecks EP (30 августа 1996)
- Funki Porcini Vs Jerry Van Rooyen (1997)
- Rockit Soul (февраль 1999)
- Zombie (19 октября 1999)
- The Great Drive By (24 октября 2001)
- 16 Megatons (Музыкальная тема для сайта Top of the Rock www.topoftherock.com)